# 法人擬制說
法人擬制說認為法人在性質上為「擬制的人」，即法人如若欲取得權利能力，则必須通過法律授予。此學說後被法人實在說取代。

## 理論基礎
此理論基礎源自羅馬法之理念，主要由學者薩維尼（v. Savigny）所倡導，他認為權利的主體僅限於具有自由意志的人，而法人只是國家在法律上，以人為的方式，使其成為財產權的主體，在性質上為擬制的人。

## 此學說之推理
1. 此說對於法人之權利能力的認知：依薩氏之見解，法人若欲取得權利能力，必须透過法律授予。
2. 此說對於「行為之能力」的認知：後繼之學者，依此說（法人擬制說）探討法人之「行為之能力（Handlungsfähigkeit）」，認為：法人之權利能力，既依「擬制」而來，本身並無思考及行為之可能，故無「行為之能力」。換言之，法人之意思，實際上係由法人之「代理人」，即董事之意思而來，法人之行為亦同此理；法人之「意思」以及「行為」，是將法人之代理人的意思與行為，視為是法人本身之意思與行為而來。代理人之功能，在於建立法人之「行為之能力」。
3. 此說對於「侵權行為能力」的認知：法人本身既無「行為之能力」，自亦不可能有侵權能力。[2]